# Meximachilis dampfi
Espèce
Meximachilis dampfi est une espèce d'insectes archaeognathes de la famille des Machilidae.